# Beef Island
Beef Island je otok u Britanskim Djevičanskim otocima. Nalazi se istočno od Tortole, a dva otoka povezuje most kraljice Elizabete. Na otoku se nalazi međunarodna zračna luka Terrance B. Lettsome (IATA kod EIS), glavne komercijalne zračne luke koja služi Tortoli i ostatku Britanskih Djevičanskih otoka.
Trellis Bay, gradić s tržnicom, restoranom, kafićem, lokalnim zanatskim radnjama i plažom, je nekoliko minuta hoda istočno od zračne luke. Long Bay je zapadno od zračne luke.

## Vanjske poveznice
|  | Zajednički poslužitelj ima još gradiva o temi Beef Island |

- Karta otoka Beef
- Nacionalna uprava za oceane i atmosferu (NOAA)